# Gran Premio di Corea 2012
Il Gran Premio di Corea 2012 si è corso domenica 14 ottobre 2012 sul circuito di Yeongam in Corea del Sud, sedicesima prova della stagione 2012 del campionato mondiale di Formula 1. La gara è stata vinta dal tedesco Sebastian Vettel su Red Bull Racing-Renault, al suo venticinquesimo successo nel mondiale. Vettel ha preceduto sul traguardo il suo compagno di squadra, l'australiano Mark Webber e lo spagnolo Fernando Alonso su Ferrari.

## Vigilia

### Sviluppi futuri
Gli organizzatori del gran premio, pur avendo perduto uno degli sponsor principali del circuito, assicurano la presenza della gara in calendario anche per gli anni futuri vincolata a una rinegoziazione con Bernie Ecclestone dei termini dell'accordo. Nel corso del weekend del gran premio viene annunciato il prolungamento del contratto fino al campionato 2016.

### Aspetti tecnici
La Pirelli, fornitore unico degli pneumatici, annuncia per questo gran premio coperture di tipo supersoft e soft. La Lotus non utilizza più sulla E20 il "Super DRS" ma testa dei nuovi scarichi che sfruttano l'effetto Coandă.
Come nell'edizione 2011 la zona per l'attivazione del DRS è posta sul rettilineo che collega la curva 2 alla curva 3. In questa stagione la FIA ha deciso però di allungare di 80 metri la zona in cui in gara sarà consentita l'attivazione del dispositivo.

### Aspetti sportivi
L'olandese Giedo van der Garde guida nuovamente la Caterham, in questo caso quella di Petrov, nella prima sessione di prove libere del venerdì, come già fatto a Suzuka. Dani Clos prende invece il posto di Narain Karthikeyan all'HRT, sempre nelle prime prove del venerdì. Infine Jules Bianchi e Valtteri Bottas hanno sostituito Nico Hülkenberg e Bruno Senna, rispettivamente su Force India e su Williams.
L'ex pilota di Formula 1, il nordirlandese Martin Donnelly è nominato commissario aggiunto per il gran premio da parte della FIA. Donnelly aveva già svolto questa funzione in due occasioni, la prima nel Gran Premio di Corea 2011.
Monisha Kaltenborn diventa team principal per la Sauber. È la prima donna a occupare questa posizione in Formula 1.

## Prove

### Resoconto
Nella prima sessione di prove Lewis Hamilton è stato il più rapido, precedendo Fernando Alonso, in testa per gran parte della sessione, e Mark Webber.
Nella seconda sessione i due tempi migliori sono segnati dalle due Red Bull, le uniche a secendere sotto l'1'39. Sebastian Vettel precede Mark Webber di 32 millesimi, terzo si classifica Fernando Alonso. L'unico incidente di rilievo è il problema al motore della Sauber di Sergio Pérez. Al termine delle libere viene sostituito il motore sulla Marussia di Charles Pic: per tale ragione, avendo già utilizzato il numero massimo di motori previsto per la stagione, il pilota francese perderà dieci posizioni sulla griglia di partenza. Michael Schumacher subisce una reprimenda dai commissari per aver ostacolato, durante le prove, in due occasioni le HRT.
Nella sessione del sabato Sebastian Vettel si conferma il più veloce, precedendo le due McLaren. L'altra Red Bull Racing, quella di Mark Webber, è penalizzata da alcuni problemi elettrici.

### Risultati
Nella prima sessione del venerdì si è avuta questa situazione:
| Pos | Nº | Pilota          | Costruttore             | Tempo    | Gap    | Giri |
| --- | -- | --------------- | ----------------------- | -------- | ------ | ---- |
| 1   | 4  | Lewis Hamilton  | McLaren-Mercedes        | 1'39"148 |        | 23   |
| 2   | 5  | Fernando Alonso | Ferrari                 | 1'39"450 | +0"302 | 21   |
| 3   | 2  | Mark Webber     | Red Bull Racing-Renault | 1'39"575 | +0"427 | 21   |

Nella seconda sessione del venerdì si è avuta questa situazione:
| Pos | Nº | Pilota           | Costruttore             | Tempo    | Gap    | Giri |
| --- | -- | ---------------- | ----------------------- | -------- | ------ | ---- |
| 1   | 1  | Sebastian Vettel | Red Bull Racing-Renault | 1'38"832 |        | 33   |
| 2   | 2  | Mark Webber      | Red Bull Racing-Renault | 1'38"864 | +0"032 | 33   |
| 3   | 5  | Fernando Alonso  | Ferrari                 | 1'39"160 | +0"328 | 28   |

Nella sessione del sabato mattina si è avuta questa situazione:
| Pos | Nº | Pilota           | Costruttore      | Tempo    | Gap    | Giri |
| --- | -- | ---------------- | ---------------- | -------- | ------ | ---- |
| 1   | 1  | Sebastian Vettel | Red Bull-Renault | 1'37"642 |        | 17   |
| 2   | 4  | Lewis Hamilton   | McLaren-Mercedes | 1'38"169 | +0"527 | 12   |
| 3   | 3  | Jenson Button    | McLaren-Mercedes | 1'38"511 | +0"869 | 13   |

## Qualifiche

### Resoconto
Nella prima fase Narain Karthikeyan è autore di un testacoda nel primo tentativo che lo costringe ad abbandonare le qualifiche senza aver fatto segnare un tempo valido. La lotta per evitare l'esclusione è serrata: viene eliminato Bruno Senna, che tenta, senza successo, anche di utilizzare le gomme supersoft. Assieme al brasiliano e all'indiano sono eliminate le due Caterham, le due Marussia e l'altro pilota dell'HRT Pedro de la Rosa.
Nella seconda fase un problema tecnico sulla Toro Rosso di Daniel Ricciardo costringe il pilota australiano a lasciare la sua monoposto lungo la pista, nelle fasi finali della sessione. Ciò comporta l'esposizione della bandiere gialle nell'ultimo tratto del tracciato e questo penalizza molti piloti che stavano compiendo l'ultimo tentativo per entrare nella top ten. Viene così eliminato Jenson Button, assieme alle due Sauber, alle due Toro Rosso, a Pastor Maldonado e Paul di Resta.
Nella Q3 Sebastian Vettel fa segnare, nel primo tentativo, il tempo migliore, seguito da Fernando Alonso. Nell'ultimo tentativo Mark Webber batte il suo compagno di scuderia e conquista la sua undicesima pole, la duecentesima per una vettura a motore Renault. La prima venne conquistata da Jean-Pierre Jabouille nel Gran Premio del Sudafrica 1979. Vettel mantiene la seconda posizione, mentre Fernando Alonso è quarto.
Al termine della sessione sulla vettura di Daniel Ricciardo viene sostituito il cambio. Per tale ragione perde cinque posizioni sulla griglia. La Mercedes è multata di 10.000 euro per aver rimandato in pista Michael Schumacher, durante le qualifiche, in maniera giudicata pericolosa, al sopraggiungere di Lewis Hamilton.

### Risultati
Nella sessione di qualifica si è avuta questa situazione:
| Pos                         | Nº | Pilota             | Costruttore             | Q1          | Q2       | Q3       | Griglia |
| --------------------------- | -- | ------------------ | ----------------------- | ----------- | -------- | -------- | ------- |
| 1                           | 2  | Mark Webber        | Red Bull Racing-Renault | 1'38"397    | 1'38"220 | 1'37"242 | 1       |
| 2                           | 1  | Sebastian Vettel   | Red Bull Racing-Renault | 1'38"208    | 1'37"767 | 1'37"316 | 2       |
| 3                           | 4  | Lewis Hamilton     | McLaren-Mercedes        | 1'39"180    | 1'38"000 | 1'37"469 | 3       |
| 4                           | 5  | Fernando Alonso    | Ferrari                 | 1'39"144    | 1'37"987 | 1'37"534 | 4       |
| 5                           | 9  | Kimi Räikkönen     | Lotus-Renault           | 1'38"887    | 1'38"227 | 1'37"625 | 5       |
| 6                           | 6  | Felipe Massa       | Ferrari                 | 1'38"937    | 1'38"253 | 1'37"884 | 6       |
| 7                           | 10 | Romain Grosjean    | Lotus-Renault           | 1'38"863    | 1'38"275 | 1'37"934 | 7       |
| 8                           | 12 | Nico Hülkenberg    | Force India-Mercedes    | 1'38"981    | 1'38"428 | 1'38"266 | 8       |
| 9                           | 8  | Nico Rosberg       | Mercedes                | 1'38"999    | 1'38"417 | 1'38"361 | 9       |
| 10                          | 7  | Michael Schumacher | Mercedes                | 1'38"808    | 1'38"436 | 1'38"513 | 10      |
| 11                          | 3  | Jenson Button      | McLaren-Mercedes        | 1'38"615    | 1'38"441 | N.D.     | 11      |
| 12                          | 15 | Sergio Pérez       | Sauber-Ferrari          | 1'38"630    | 1'38"460 | N.D.     | 12      |
| 13                          | 14 | Kamui Kobayashi    | Sauber-Ferrari          | 1'38"719    | 1'38"594 | N.D.     | 13      |
| 14                          | 11 | Paul di Resta      | Force India-Mercedes    | 1'38"942    | 1'38"643 | N.D.     | 14      |
| 15                          | 18 | Pastor Maldonado   | Williams-Renault        | 1'39"024    | 1'38"725 | N.D.     | 15      |
| 16                          | 16 | Daniel Ricciardo   | STR-Ferrari             | 1'38"784    | 1'39"084 | N.D.     | 21      |
| 17                          | 17 | Jean-Éric Vergne   | STR-Ferrari             | 1'38"744    | 1'39"340 | N.D.     | 16      |
| 18                          | 19 | Bruno Senna        | Williams-Renault        | 1'39"443    | N.D.     | N.D.     | 17      |
| 19                          | 21 | Vitalij Petrov     | Caterham-Renault        | 1'40"207    | N.D.     | N.D.     | 18      |
| 20                          | 20 | Heikki Kovalainen  | Caterham-Renault        | 1'40"333    | N.D.     | N.D.     | 19      |
| 21                          | 25 | Charles Pic        | Marussia-Cosworth       | 1'41"317    | N.D.     | N.D.     | 24      |
| 22                          | 24 | Timo Glock         | Marussia-Cosworth       | 1'41"371    | N.D.     | N.D.     | 20      |
| 23                          | 22 | Pedro de la Rosa   | HRT-Cosworth            | 1'42"881    | N.D.     | N.D.     | 22      |
| Tempo limite 107%: 1'45"082 |    |                    |                         |             |          |          |         |
| NQ                          | 23 | Narain Karthikeyan | HRT-Cosworth            | senza tempo | N.D.     | N.D.     | 23      |

Con i tempi in grassetto sono visualizzate le migliori prestazioni in Q1, Q2 e Q3.

## Gara

### Resoconto
Alla partenza Sebastian Vettel sorpassa subito il compagno di squadra Mark Webber e va in testa seguito dall'australiano e Fernando Alonso che riesce a sorpassare Lewis Hamilton. Dietro di loro si posizionano Felipe Massa e Kimi Räikkönen, mentre la McLaren di Jenson Button viene speronata da Kamui Kobayashi, il quale verrà successivamente penalizzato con un drive through, e costringe al ritiro sia il pilota britannico che Nico Rosberg.
Nei primi giri Vettel riesce a realizzare una serie di giri veloci che lo portano ad avere più di 3 secondi di vantaggio su Webber, vantaggio che conserva nel momento delle prime soste ai box per il cambio gomme. Dopo la prima serie di soste le posizioni non variano, ma sulla macchina di Hamilton si riscontra un problema meccanico che fa perdere deportanza alla vettura del pilota britannico, il quale subisce prima il sorpasso ad opera di Massa al 21º giro e poi, qualche tornata dopo, anche da parte di Räikkönen, che riuscirà tuttavia a ripassare. Hamilton si ferma al giro 26 per la seconda sosta e sarà poi costretto ad una terza al 43º, sprofondando in classifica. Dopo le soste ai box Vettel riesce ad incrementare il proprio vantaggio su Webber e su Alonso, con quest'ultimo incapace di avvicinarsi ai due piloti della Red Bull, e con Felipe Massa che rimane a pochi secondi dal compagno di squadra. Nelle posizioni di rincalzo si assiste a vari duelli, con Nico Hülkenberg e Romain Grosjean che duellano per la sesta posizione, mentre i due piloti della Toro Rosso Jean-Éric Vergne e Daniel Ricciardo, partiti rispettivamente sedicesimo e ventunesimo, riescono a piazzarsi in ottava e nona posizione davanti a Hamilton che, in difficoltà con la vettura, si ritrova con un pezzo di erba sintetica impigliato nella sua vettura a pochi giri dalla fine.
Sul traguardo Vettel passa al comando e, con questo successo, conquista la testa della classifica piloti con sei punti di vantaggio su Alonso; più staccati sono Räikkönen e Hamilton, rispettivamente a 48 e a 62 punti. Nel mondiale costruttori, grazie alla doppietta conquistata, la Red Bull aumenta il suo vantaggio a 77 punti sulla Ferrari che, grazie al terzo e quarto posto ottenuti dai suoi piloti, riesce a sopravanzare la McLaren. Più staccata la Lotus, distante 112 punti dalla scuderia austriaca.

### Risultati
I risultati del gran premio sono i seguenti:
| Pos | Nº | Pilota             | Costruttore             | Giri | Tempo/Ritiro             | Griglia | Punti |
| --- | -- | ------------------ | ----------------------- | ---- | ------------------------ | ------- | ----- |
| 1   | 1  | Sebastian Vettel   | Red Bull Racing-Renault | 55   | 1h36'28"651              | 2       | 25    |
| 2   | 2  | Mark Webber        | Red Bull Racing-Renault | 55   | +8"231                   | 1       | 18    |
| 3   | 5  | Fernando Alonso    | Ferrari                 | 55   | +13"944                  | 4       | 15    |
| 4   | 6  | Felipe Massa       | Ferrari                 | 55   | +20"168                  | 6       | 12    |
| 5   | 9  | Kimi Räikkönen     | Lotus-Renault           | 55   | +36"739                  | 5       | 10    |
| 6   | 12 | Nico Hülkenberg    | Force India-Mercedes    | 55   | +45"301                  | 8       | 8     |
| 7   | 10 | Romain Grosjean    | Lotus-Renault           | 55   | +54"812                  | 7       | 6     |
| 8   | 17 | Jean-Éric Vergne   | STR-Ferrari             | 55   | +1'09"589                | 16      | 4     |
| 9   | 16 | Daniel Ricciardo   | STR-Ferrari             | 55   | +1'11"787                | 21      | 2     |
| 10  | 4  | Lewis Hamilton     | McLaren-Mercedes        | 55   | +1'19"692                | 3       | 1     |
| 11  | 15 | Sergio Pérez       | Sauber-Ferrari          | 55   | +1'20"062                | 12      |       |
| 12  | 11 | Paul di Resta      | Force India-Mercedes    | 55   | +1'24"448                | 11      |       |
| 13  | 7  | Michael Schumacher | Mercedes                | 55   | +1'29"241                | 10      |       |
| 14  | 18 | Pastor Maldonado   | Williams-Renault        | 55   | +1'34"924                | 15      |       |
| 15  | 19 | Bruno Senna        | Williams-Renault        | 55   | +1'36"902                | 16      |       |
| 16  | 21 | Vitalij Petrov     | Caterham-Renault        | 54   | +1 giro                  | 18      |       |
| 17  | 20 | Heikki Kovalainen  | Caterham-Renault        | 54   | +1 giro                  | 19      |       |
| 18  | 24 | Timo Glock         | Marussia-Cosworth       | 54   | +1 giro                  | 20      |       |
| 19  | 25 | Charles Pic        | Marussia-Cosworth       | 53   | +2 giri                  | 24      |       |
| 20  | 23 | Narain Karthikeyan | HRT-Cosworth            | 53   | +2 giri                  | 23      |       |
| Rit | 22 | Pedro de la Rosa   | HRT-Cosworth            | 16   | Motore                   | 22      |       |
| Rit | 14 | Kamui Kobayashi    | Sauber-Ferrari          | 16   | Danni da incidente       | 13      |       |
| Rit | 8  | Nico Rosberg       | Mercedes                | 1    | Collisione con Kobayashi | 9       |       |
| Rit | 3  | Jenson Button      | McLaren-Mercedes        | 0    | Collisione con Kobayashi | 11      |       |

## Classifiche Mondiali

### Piloti
| Pos | Pilota             | Punti |
| --- | ------------------ | ----- |
| 1   | Sebastian Vettel   | 215   |
| 2   | Fernando Alonso    | 209   |
| 3   | Kimi Räikkönen     | 167   |
| 4   | Lewis Hamilton     | 153   |
| 5   | Mark Webber        | 152   |
| 6   | Jenson Button      | 131   |
| 7   | Nico Rosberg       | 93    |
| 8   | Romain Grosjean    | 88    |
| 9   | Felipe Massa       | 81    |
| 10  | Sergio Pérez       | 66    |
| 11  | Kamui Kobayashi    | 50    |
| 12  | Nico Hülkenberg    | 45    |
| 13  | Paul di Resta      | 44    |
| 14  | Michael Schumacher | 43    |
| 15  | Pastor Maldonado   | 33    |
| 16  | Bruno Senna        | 25    |
| 17  | Jean-Éric Vergne   | 12    |
| 18  | Daniel Ricciardo   | 9     |

### Costruttori
| Pos | Team                    | Punti |
| --- | ----------------------- | ----- |
| 1   | Red Bull Racing-Renault | 367   |
| 2   | Ferrari                 | 290   |
| 3   | McLaren-Mercedes        | 284   |
| 4   | Lotus-Renault           | 255   |
| 5   | Mercedes                | 136   |
| 6   | Sauber-Ferrari          | 116   |
| 7   | Force India-Mercedes    | 89    |
| 8   | Williams-Renault        | 58    |
| 9   | STR-Ferrari             | 21    |